# Bossus-lès-Rumigny
 Bossus-lès-Rumigny  es una población y comuna francesa, en la región de Champaña-Ardenas, departamento de Ardenas, en el distrito de Charleville-Mézières y cantón de Rumigny.

## Demografía
| 163 | 144 | 134 | 134 | 136 | 94 |
| Para los censos de 1962 a 1999 la población legal corresponde a la población sin duplicidades (Fuente: INSEE [Consultar]) |     |     |     |     |    |